# Juncus brachycephalus
Juncus brachycephalus är en tågväxtart som först beskrevs av Georg George Engelmann, och fick sitt nu gällande namn av Franz Georg Philipp Buchenau. Juncus brachycephalus ingår i släktet tåg, och familjen tågväxter. Inga underarter finns listade i Catalogue of Life.

## Bildgalleri

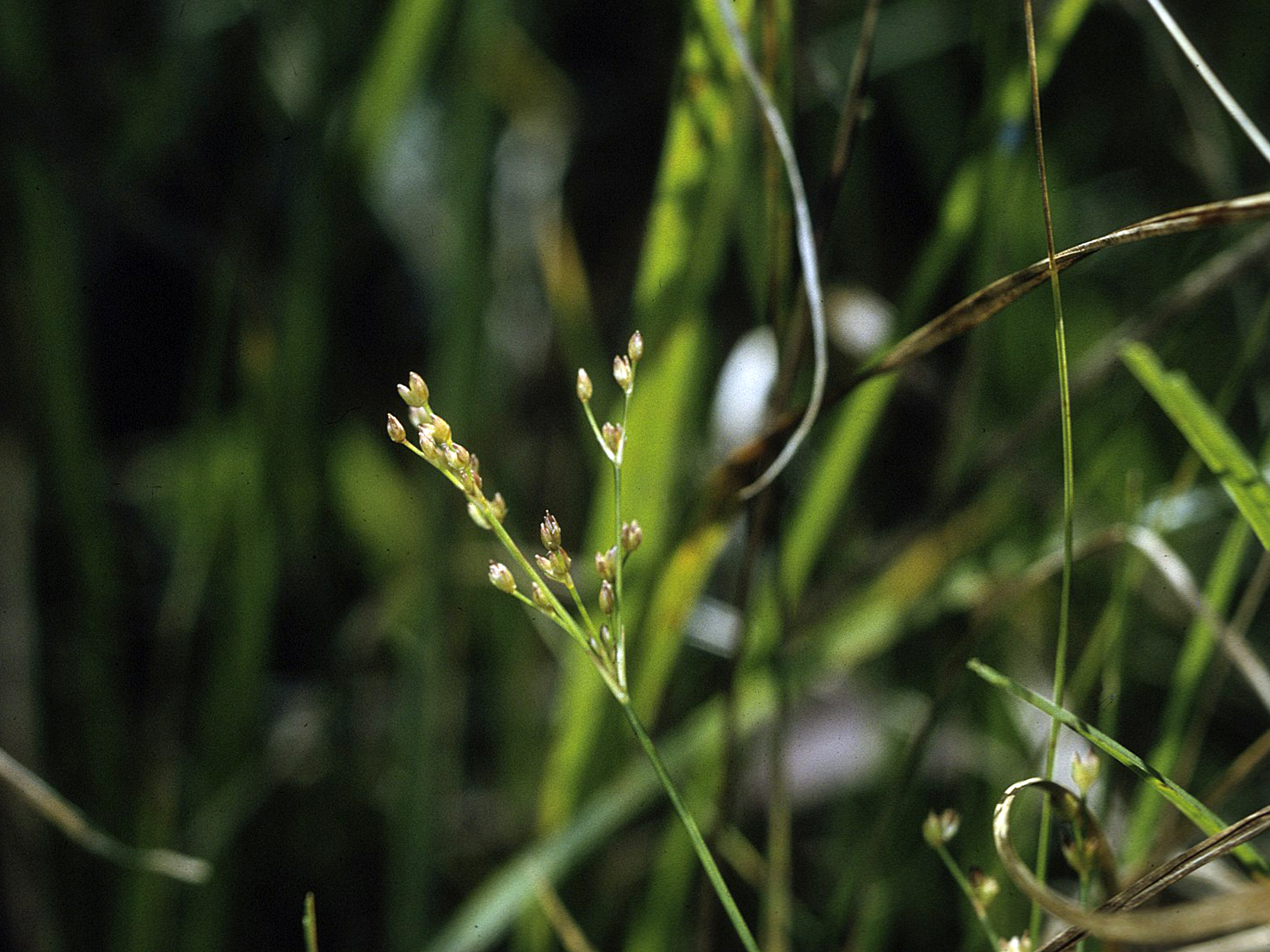